# Lasioglossum insigne
Lasioglossum insigne là một loài Hymenoptera trong họ Halictidae. Loài này được Meyer mô tả khoa học năm 1920.